# Stora Hepokari
Stora Hepokari este o arie protejată (arie specială de conservare — SAC, sit de importanță comunitară — SCI) din Suedia întinsă pe o suprafață de 185,2 ha, integral pe uscat.

## Localizare
Centrul sitului Stora Hepokari este situat la coordonatele 65°36′27″N 24°01′48″E / 65.6076°N 24.0301°E.

## Înființare
Situl Stora Hepokari a fost declarat sit de importanță comunitară în aprilie 2004 pentru a proteja 1 specie de plante. Situl a fost protejat și ca arie specială de conservare în martie 2011.

## Biodiversitate
Situată în ecoregiunile boreală și marină baltică, aria protejată conține 5 habitate naturale: Taiga vestică, Vegetație perenă pe țărmurile stâncoase, Recifuri, Bancuri de nisip acoperite în permanență slab de apă marină, Pășuni de coastă din Baltica boreală.
La baza desemnării sitului se află o specie protejată de  plante: Primula nutans.